# 贛語方言
贛語内部可以划分出若干种方言，目前通常將贛語分成下列九片方言：

## 昌都片
以南昌話為代表，通行於江西的南昌市、南昌縣、新建、安義、永修、德安、星子、都昌、湖口和修水、高安、奉新、靖安、武寧、銅鼓的部分地區，景德鎮市城區以及湖南的平江。
其特點是去聲分陰陽。入聲多數地方分陰陽，陰入調值高，陽入調值低。多數地方今聲母送氣與否影響到調類的分化。

## 宜瀏片
以宜春話為代表，通行於江西的宜春市、上高、樟树、新淦、新余市、分宜、萍鄉市、豐城、萬載和宜豐的部分地方，以及湖南的醴陵和瀏陽的部分地方。
其特點是去聲不分陰陽。大部分地方入聲不分陰陽（分宜、萍鄉市無入聲，豐城、萬載入聲分陰陽）。除新余市外，聲母送氣不影響到調類的分化。止攝開口三等精、莊組字和知三、章組字因為聲母的不同韻母而有差別，但豐城例外。

## 吉茶片
以吉安話為代表，通行於江西的吉安市、吉水、峽江、蓮花、安福和泰和、永豐、吉安縣、永新、寧岡、井岡山、萬安、遂川的部分地方，以及湖南的炎陵和攸縣、茶陵的部分地方。
其特點是絕大部分地方（永豐例外）沒有入聲，（茶陵、炎陵例外）去聲不分陰陽。「八、發」等字韻母多位[œ]、[ɛ]。
有豐富的鼻化韻，吉安市、峽江例外。韻母數目較少，一般在三十幾個到四十多個。古清聲母入聲字除遂川外，今都讀作陰平。古全濁聲母入聲字今大多讀作去聲。遂川古清聲母入聲字今讀作陰去，古全濁聲母今讀作陽去。萬安、永豐、醴陵有入聲調而無入聲韻。

## 撫廣片
以撫州話為代表，通行於江西的撫州市、臨川、崇仁、宜黃、樂安、南城、黎川、資溪、金溪、東鄉、進賢、南豐和廣昌的部分地區，以及福建的建寧、泰寧。
其特點是：
- 古透定母今開口呼字度作聲母[h]，多數地方來母齊齒呼字讀作聲母[t]，與端母讀法相同。陰去或去聲大都讀作降調。入聲調值大都是陰入低、陽入高。
- 古透、定母開口一等字聲母白讀為[h]。部分方言開口四等聲母白讀為[h]或[ɕ]，合口一等白讀為[h]或[f]。宜瀏片和吉茶片少數方言也有此特點。
- 入聲分陰陽入的方言，陰入調值低，陽入調值高，但廣昌例外。
- 古全濁上聲今有部分字讀作陰平。吉茶片和鷹弋片少數方言也有此特點。撫廣片有些方言次濁上聲今也有一部分讀陰平，如南豐、廣昌。
- 東鄉、資溪、撫州市、黎川、南豐、廣昌韻尾-m、-n、-ŋ、-p、-t、-k。
- 古來母字今齊齒呼多數方言讀作聲母[t]。

## 鷹弋片
以鷹潭話話為代表，通行於江西的鷹潭市、貴溪、余江、萬年、樂平、景德鎮市（部分）、餘干、鄱陽、彭澤、橫峰、弋陽、鉛山。
其特點是：
- 「佢」讀作送氣清音[kʰ]或[ʨʰ]，但餘山、弋陽、鉛山例外。
- 第一人稱代詞多說「阿」、「阿俚」。
- 多數方言梗攝字沒有[aŋ]、[iaŋ]、[uaŋ]的白讀系統。

## 大通片
以咸寧話為代表，通行於湖北的大冶、咸寧市、嘉魚、赤壁市、崇陽、通城、通山、陽新和監利的部分地方，以及湖南的華容和臨湘、嶽陽的部分地方。
其特點是：
- 六個聲調。古平聲、去聲按古聲母清濁各分化成兩個調，即現今的陰平和陽平、陰去和陽去。古上聲全濁聲母歸屬陽去，清聲母和次濁聲母今讀上聲。入聲不分陰陽。入聲字的塞音韻尾脫落，讀成開尾韻，但有少數地點例外。
- 大冶的陽去和陰平歸併，只有五個聲調。古入聲全濁聲母字，咸寧、通山兩地歸屬陽去；嘉魚部分歸屬陰平，部分讀入聲。通山、赤壁市兩地入聲韻帶有喉塞音韻尾[-ʔ]，通城則有[-ʔ]、[-l]兩個入聲韻尾。
- 遇攝合口一等端系字與幫、見系字韻母不同。
- 大通片靠近昌都片的赤壁、崇陽、通城、平江、嶽陽等地有濁音聲母，亦稱為「濁音走廊」。
- 陽新、大冶、通山同一韻見系和非見系韻母不同。

## 懷嶽片
以懷寧話為代表，通行於安徽的懷寧、嶽西、潛山、太湖和望江、宿松、東至、石台、貴池的部分地區。
其特點是：
- 古入聲和上聲的全濁聲母今讀陽去。
- 山摄合口一等恒韻和鹹攝開口一等覃韻、山攝開口一等寒韻的見組字韻母相同。
- 古全濁聲母入聲字歸屬陽去，古清聲母入聲字嶽西、宿松、東至今讀作入聲，其他都歸屬陰去。而且通常入聲只有入聲調而沒有入聲韻。

## 耒資片
以耒陽話為代表，通行於湖南的耒陽、常寧、安仁、永興、資興市。
其特點是：
「搬班」同音。安仁、永興、資興等地古全濁聲母今讀塞音、塞擦音時，少數字讀不送氣音。

## 洞綏片
以洞口話為代表，通行於湖南的洞口、綏寧、隆回的部分地方。
其特點是：
古透定母字今白讀聲母[h]。古透定母讀[h]與撫廣片相同，但來母的齊齒呼不讀[t]聲母，有的地方沒有入聲，這與撫廣片不同。